# Stayin' Alive (アルバム)
『Stain' Alive』は、日本のロックバンド、フラワーカンパニーズの15枚目のスタジオ・アルバム。2015年1月21日、ソニー・ミュージックアソシエイテッドレコーズよりリリース。

## 概要
オリジナルアルバムとしては前作より2年3ヶ月ぶりのリリース。前作に続いてスキマスイッチの常田真太郎、今回初となる斉藤和義との共同プロデュース曲が収められている。鈴木圭介以外のメンバーによる楽曲が収録されるのは『脳内百景』以来となる。

## 収録曲
| 全作詞: 鈴木圭介（特記以外） 鈴木圭介、常田真太郎（#01） 鈴木圭介、斉藤和義（#07）、全編曲: フラワーカンパニーズ（全曲）、常田真太郎（#01）、斉藤和義（#07）。 |                                               |                                                                            |                                  |      |
| # | タイトル                                      | 作詞                                                                       | 作曲                             | 時間 |
| 1. | 「short hopes」                               | 鈴木圭介、常田真太郎                                                       | フラワーカンパニーズ、常田真太郎 | 4:40 |
| 2. | 「地下室」                                    | 鈴木圭介（特記以外） 鈴木圭介、常田真太郎（#01） 鈴木圭介、斉藤和義（#07） | 鈴木圭介                         | 4:00 |
| 3. | 「星に見離された男」                          | 鈴木圭介（特記以外） 鈴木圭介、常田真太郎（#01） 鈴木圭介、斉藤和義（#07） | 鈴木圭介、グレートマエカワ       | 4:48 |
| 4. | 「死に際のメロディー」                        | 鈴木圭介（特記以外） 鈴木圭介、常田真太郎（#01） 鈴木圭介、斉藤和義（#07） | 鈴木圭介                         | 3:10 |
| 5. | 「東京の朝」                                  | 鈴木圭介（特記以外） 鈴木圭介、常田真太郎（#01） 鈴木圭介、斉藤和義（#07） | 鈴木圭介                         | 4:54 |
| 6. | 「祭壇」                                      | 鈴木圭介（特記以外） 鈴木圭介、常田真太郎（#01） 鈴木圭介、斉藤和義（#07） | 鈴木圭介                         | 4:54 |
| 7. | 「この世は好物だらけだぜ」                    | 鈴木圭介、斉藤和義                                                         | フラワーカンパニーズ、斉藤和義   | 3:58 |
| 8. | 「感じてくれ」                                | 鈴木圭介（特記以外） 鈴木圭介、常田真太郎（#01） 鈴木圭介、斉藤和義（#07） | 鈴木圭介                         | 3:58 |
| 9. | 「未明のサンバ」                              | 鈴木圭介（特記以外） 鈴木圭介、常田真太郎（#01） 鈴木圭介、斉藤和義（#07） | 鈴木圭介                         | 4:37 |
| 10. | 「マイ・スイート・ソウル」                    | 鈴木圭介（特記以外） 鈴木圭介、常田真太郎（#01） 鈴木圭介、斉藤和義（#07） | 鈴木圭介、グレートマエカワ       | 3:27 |
| 11. | 「ファンキーヴァイブレーション」(bonus truck) | 鈴木圭介（特記以外） 鈴木圭介、常田真太郎（#01） 鈴木圭介、斉藤和義（#07） | グレートマエカワ                 | 4:23 |
| 合計時間: | 合計時間:                                     | 合計時間:                                                                  | 46:49                            |      |

### 初回限定盤DVD「フラカン結成25周年ワンマンツアー「4人で100才」(2014.04.23 at京都磔磔)より」
1. 小さな巨人
2. ロックンロール
3. 東京ヌードポエム
4. 終わらないツアー

## 参加ミュージシャン
- 鈴木圭介 - ボーカル
- グレートマエカワ - ベース
- 竹安堅一 - ギター
- ミスター小西 - ドラムス
- 常田真太郎 - ウーリッツァーピアノ、オルガン (#01)
- 斉藤和義 - ギター、コーラス (#07)